# ザ・ファッションショー 若きデザイナーたちのバトル
『ザ・ファッションショー 若きデザイナーたちのバトル』（原題:The Fashion Show: Ultimate Collection、当初はThe Fashion Show）は、ブラボー (米テレビ局)のケーブルネットワーク上で2009年5月7日に初放映された米国のリアリティ番組シリーズである。 
この番組はファッションデザインに焦点を当て、ファッションデザイナーの、アイザック・ミズラヒとスーパーモデルのイマンが司会を務める。出場者は、時間、素材、テーマに制約を課せられるなか最高の服を作るためお互いに競い合い、その結果生まれたデザインが審査され、毎週1人以上のデザイナーが除外されていく。当初この番組は歌手のケリー・ローランドが共同司会を務めていたが、彼女はシーズン2でイマンと交代になった。
同番組は、ブラボー局最初のファッション競争テレビ番組『プロジェクト・ランウェイ』に取って代わるもので、少なからぬ論争を伴ったライフタイム (テレビ局)への番組移動があった後で製作されている。 
国際的には、オランダのテレビ局RTL 5でこの番組が放送されたほか、英国の有料テレビチャンネルReallyでも放送された。第2シーズンが終了した2011年1月25日以降、ブラボーは同番組の続編には取り組まなかった。

## 番組構成

### シーズン1
シーズン1はケリー・ローランドとアイザック・ミズラヒが司会として進行を務めた。 司会者も審査員であり、審査委員にはファーン・マリスとローラ・ブラウンが加わった。
15人のデザイナーが、12万5000ドルを勝ち取って自身のファッションを小売販売するために競い合った。これらデザイナー達は自分の技能を試される課題をこなしていき、そのたびに評価の最も悪い者が脱落していく形式で、最終的な勝者を選んだ。

### シーズン2
第2シーズンが新しい方式を導入したことで、新しい司会のイマン（彼女は以前、カナダ版『プロジェクト・ランウェイ』の司会を務めていた）、再び司会のアイザック・ミズラヒ（彼は『プロジェクト・ランウェイ』のオールスターシーズンで審査を務めることになる）、および審査員を再び務める『ハーパーズ バザー』のローラ・ブラウンが召集された。今回の出場者は2つのファッション「ハウス」に分けられた。 各ファッションハウスは、ファッションはもちろんのこと照明、音楽、セットからあらゆる物を含め、全て一から（エピソードごとに）まとまりあるファッションショーを創り上げることが期待された。
第1シーズンでは単に『ザ・ファッションショー 』と呼ばれていたが 、第2シーズンではタイトルが『ザ・ファッションショー :アルティメット・コレクション』に変更された。
シーズン2は11月9日の午後9時-10時に初放送され、12人のデザイナーが究極のコレクションを生み出すために競争し、TRESemmeプロフェッショナルヘアケアによって提供される12万5000ドルを勝ち取る機会を得た。
あるエピソードで、Calvin Tranは他の出場者と一緒に仕事をしなければならないことに関して「Oh, here go hell come!」と打ち明けた。 それはThe Soupで広く嘲笑されてしまった。

## 出場者

### シーズン1
| 出場者             | 結果         |
| ------------------ | ------------ |
| Jonny Day          | 15位         |
| Kristin Hassan     | 14位（棄権） |
| Laura Dawson       | 13位         |
| Markus Ketty       | 12位         |
| Andrew Christian   | 11位         |
| Keith Lissner      | 10位         |
| Angel Chang        | 9位          |
| Lidia Amirova      | 8位          |
| Haven Howell       | 7位          |
| Merlin Castell     | 6位          |
| Johnny Rodriguez   | 5位          |
| Reco Chapple       | 4位          |
| James-Paul Ancheta | 第3位        |
| Daniella Kallmayer | 準優勝       |
| Anna McCraney      | 優勝者       |

デザイナーは1名ずつ脱落（または棄権）していき、残ったデザイナー3人による最終課題で優勝者が決まった。

### シーズン2
| 出場者                | 結果         |
| --------------------- | ------------ |
| Francine Simmons      | 12位         |
| Mike Vensel           | 11位（棄権） |
| Tamara Jones          | 10位         |
| Rolando "Ro" Tamez    | 9位          |
| Golnessa Farmanara    | 8位          |
| David Caldwell        | 7位          |
| Cindy Ayvar           | 6位          |
| Eduardo de las Casas  | 5位          |
| Cesar Gallindo        | 4位          |
| Dominique Pearl David | 第3位        |
| Calvin Tran           | 準優勝       |
| Jeffrey Williams      | 優勝者       |

デザイナーは1名ずつ脱落（または棄権）していき、残ったデザイナー3人による最終課題で優勝者が決まった。